# سیف الحشان
سیف الحشان (انگلیسی: Saif Al Hashan؛ زادهٔ ۲۹ ژانویهٔ ۱۹۹۰) بازیکن فوتبال اهل کویت است.
از باشگاه‌هایی که در آن بازی کرده‌است می‌توان به باشگاه ورزشی القادسیه کویت و باشگاه فوتبال الشباب عربستان سعودی اشاره کرد.
وی همچنین در تیم ملی فوتبال کویت بازی کرده‌است.